# 有限主義
有限主義（英語：Finitism）在數學哲學中是数学構成主義的極端形式，意即除非某數學物件能經過有限步從自然數中構造出來，否則便认为該事件便不存在。相反，大部分構成主義者容許可列集中存在无穷。对有限主義进行有限主义主张则是極端有限主義。

著名有限主義者利奧波德·克羅內克曾說：
上帝創造整數，其他的都是人類的工作。
雖然大部分現代有限主義者的觀點較弱，但他們的有限主義思想源頭都可以在克羅內克的作品找到。